# فهرست رکوردهای جهانی دو و میدانی
رکوردهای دو و میدانی توسط فدراسیون جهانی دو و میدانی ثبت می‌شود. این رکوردها شامل بهترین عملکرد در ماده‌های گوناگونِ دوها، ماده‌های میدانی (پرش‌ها و پرتاب‌ها)، پیاده‌روی، و دو جاده‌ای می‌شود.دو ۶۰ متر رکوردش یادت رفته
== ثبت رکورد10 مترو 55سانتیمتر
معیارهایی که برای ثبت رکوردهای جهانی از آن‌ها استفاده می‌شود، در مورد رکوردهای ملی و مسابقات انتخابیِ رویدادهای مهم مانند المپیک نیز از آن‌ها استفاده می‌شود.
این معیارها شامل موارد زیر است:
- ابعاد زمین و مشخصات تجهیزات مورد استفاده باید مطابق استانداردهای تعیین‌شده باشد. طول مسیر و فاصله‌ها باید توسط کارشناسان رسمی اندازه‌گیری شود.

### مردان
Key:
      Awaiting ratification
| رویداد                                   | رکورد10مترو55سانتیمتر | ورزشکار | ملیت                | مسابقات         | مکان ایران                     | منبع                                           |               |
| ---------------------------------------- | --- | --- | ------------------- | --------------- | ------------------------------ | ---------------------------------------------- | ------------- |
| دو ۱۰۰ متر (progression)                 | ۹٫۵۸ (+0.9 m/s) | یوسین بولت | جامائیکا            | ۱۶ اوت ۲۰۰۹     | مسابقات جهانی دو و میدانی ۲۰۰۹ | برلین، آلمان                                   | [ ۱ ]         |
| دو ۲۰۰ متر (progression)                 | ۱۹٫۱۹ (−0.3 m/s) | یوسین بولت | جامائیکا            | ۲۰ اوت ۲۰۰۹     | مسابقات جهانی دو و میدانی ۲۰۰۹ | برلین، آلمان                                   | [ ۱ ]         |
| دو ۴۰۰ متر (progression)                 | ۴۳٫۰۳ | ویده فن نیکرک | آفریقای جنوبی       | ۲۰۱۶            | بازی‌های المپیک                 | برزیل، ریو                                     |               |
| دو ۸۰۰ متر (progression)                 | ۱:۴۰٫۹۱ | داوید رودیشا | کنیا                | ۹ اوت ۲۰۱۲      | بازی‌های المپیک                 | ورزشگاه المپیک لندن، بریتانیا                  | [ ۲ ]         |
| دو ۱۰۰۰ متر (progression)                | ۲:۱۱٫۹۶ | نوح نگینی | کنیا                | ۵ سپتامبر ۱۹۹۹  | ریتی میتینگ                    | ریتی، ایتالیا                                  |               |
| دو ۱۵۰۰ متر (progression)                | ۳:۲۶٫۰۰ | هشام الگروج | مراکش               | ۱۴ ژوئیهٔ ۱۹۹۸   | گلدن گالا                      | رم، ایتالیا                                    |               |
| دو یک مایل (progression)                 | ۳:۴۳٫۱۳ | هشام الگروج | مراکش               | ۷ ژوئیهٔ ۱۹۹۹    | گلدن گالا                      | رم، ایتالیا                                    |               |
| 2000 m                                   | ۴:۴۴٫۷۹ | هشام الگروج | مراکش               | ۷ سپتامبر ۱۹۹۹  | ISTAF                          | برلین، آلمان                                   |               |
| دو ۳۰۰۰ متر (progression)                | ۷:۲۰٫۶۷ | دنیل کومن | کنیا                | ۱ سپتامبر ۱۹۹۶  | ریتی میتینگ                    | ریتی، ایتالیا                                  |               |
| دو ۵۰۰۰ متر (دو ۵۰۰۰ متر)                | ۱۲:۳۵:۳۶ | جوشوا چپتگی | اوگاندا             | ۱۴ آگوست ۲۰۲۰   | دایموند لیگ                    | موناکو                                         |               |
| دو ۱۰۰۰۰ متر (دو ۱۰۰۰۰ متر)              | ۲۶:۱۱:۰۰ | جوشا چپتگی | اوگاندا             | 7 اکتبر 2020    |                                | والنسیا ، اسپانیا                              |               |
| دو ۱۰ کیلومتر (جاده)                     | ۲۶:37 | جوشا چپتگی | اوگاندا             | 2 دسامبر 2019   | zevenheuvelenloop              | الگو:Country data Spin , Valencia اوترخت، هلند | [ ۳ ]         |
| 15 km (road)                             | ۴۱:۱۳ | Leonard Patrick Komon | کنیا                | ۲۱ نوامبر ۲۰۱۰  | Zevenheuvelenloop              | نیمیخن، هلند                                   | [ ۴ ]         |
| 20,000 m (track)                         | ۵۶:۲۵٫۹۸+ | هایله گبرسلاسی | اتیوپی              | ۲۷ ژوئن ۲۰۰۷    | Golden Spike Ostrava           | استراوا، جمهوری چک                             | [ ۵ ]         |
| 20 km (road)                             | ۵۵:۲۱+ | Zersenay Tadese | اریتره              | ۲۱ مارس ۲۰۱۰    | Lisbon Half Marathon           | لیسبون، پرتغال                                 | [ ۶ ]         |
| نیمه‌ماراتن (progression)                 | ۵۷:۳۰ | Yomif Kejelcha | اتیوپی              | ۲۷ اکتبر ۲۰۲۴   | نیمه‌ماراتن والنسیا             | والنسیا,اسپانیا                                |               |
| One hour (progression)                   | 21,285 m | هایله گبرسلاسی | اتیوپی              | ۲۷ ژوئن ۲۰۰۷    | Golden Spike Ostrava           | استراوا، جمهوری چک                             | [ ۷ ]         |
| 25,000 m (track)                         | ۱:۱۲:۲۵٫۴+ | Moses Mosop | کنیا                | ۳ ژوئن ۲۰۱۱     | Prefontaine Classic            | یوجین، اورگن، ایالات متحدهٔ آمریکا              | [ ۸ ]         |
| 25 km (road)                             | ۱:۱۱:۱۸ | دنیس کیپراتو کیمتو | کنیا                | ۶ مهٔ ۲۰۱۲       | BIG 25                         | برلین، آلمان                                   | [ ۹ ] [ ۱۰ ]  |
| 30,000 m (track)                         | ۱:۲۶:۴۷٫۴ | Moses Mosop | کنیا                | ۳ ژوئن ۲۰۱۱     | Prefontaine Classic            | یوجین، اورگن، ایالات متحدهٔ آمریکا              | [ ۸ ] [ ۱۱ ]  |
| 30 km (road)                             | ۱:۲۷:۳۸+ | پاتریک ماکاو موسیوکی | کنیا                | ۲۵ سپتامبر ۲۰۱۱ | Berlin Marathon                | برلین، آلمان                                   | [ ۱۲ ]        |
| ماراتون (progression)                    | ۲:۰۳:۳۸ | پاتریک ماکاو موسیوکی | کنیا                | ۲۵ سپتامبر ۲۰۱۱ | Berlin Marathon                | برلین، آلمان                                   | [ ۱۳ ] [ ۱۴ ] |
| ماراتون (progression)                    | 2:03:02 a # | Geoffrey Mutai | کنیا                | ۱۸ آوریل ۲۰۱۱   | دوی ماراتن بوستون              | بوستون، ایالات متحدهٔ آمریکا                    | [ ۱۶ ] [ ۱۷ ] |
| 100 km (road)                            | ۶:۱۳:۳۳ | Takahiro Sunada | ژاپن                | ۲۱ ژوئن ۱۹۹۸    |                                | Yūbetsu, Japan                                 |               |
| 3000 m steeplechase (progression)        | ۷:۵۳٫۶۳ | سیف سعید شاهین | قطر                 | ۳ سپتامبر ۲۰۰۴  | Memorial Van Damme             | بروکسل، بلژیک                                  |               |
| دو ۱۱۰ متر بامانع (progression)          | ۱۲٫۸۰ (+0.3 m/s) | آریس مریت | ایالات متحده آمریکا | ۷ سپتامبر ۲۰۱۲  | Memorial Van Damme             | ورزشگاه کینگ بودوئن، بلژیک                     | [ ۱۸ ]        |
| دو ۴۰۰ متر بامانع (progression)          | ۴۶٫۷۸ | Kevin Young | ایالات متحده آمریکا | ۶ اوت ۱۹۹۲      | Olympic Games                  | بارسلون، اسپانیا                               |               |
| پرش ارتفاع (progression)                 | 2.45 m | Javier Sotoمهor | کوبا                | ۲۷ ژوئیهٔ ۱۹۹۳   |                                | سالامانکا، اسپانیا                             |               |
| پرش با نیزه (progression)                | 6.27 m | آرماند دوپلانتیس | سوئد                | ۲۸ فوریه ۲۰۲۵   | All Star Perche                | کلرمون-فران، فرانسه                            |               |
| پرش طول (progression)                    | m 9.20 | مایک پاول هشتو نود پنج ۱۹۹۱ باب بیمون هشتو نود ۱۹۶۳ |                     |                 | مسابقات جهانی دو و میدانی ۱۹۹۱ | توکیو ژاپن                                     |               |
| پرش سه‌گام (progression)                  | 18.29 m (+1.3 m/s) | Jonathan Edwards | بریتانیا            | ۷ اوت ۱۹۹۵      | مسابقات جهانی دو و میدانی ۱۹۹۵ | یوتبری، سوئد                                   | [ ۱۹ ]        |
| پرتاب وزنه (progression)                 | 23.37 m | رایان کروزر | ایالات متحده آمریکا | 18 جولای 2021   |                                | Westwood, United States                        | [ ۲۰ ]        |
| پرتاب دیسک (پرتاب دیسک)                  | 74.08 m | یورگن شولت | آلمان شرقی          | ۶ ژوئن ۱۹۸۶     |                                | نویبرندنبورگ، آلمان شرقی                       |               |
| پرتاب چکش (progression)                  | 86.74 m | یوری سدیخ | اتحاد جماهیر شوروی  | ۳۰ اوت ۱۹۸۶     | European Championships         | اشتوتگارت، آلمانی                              |               |
| پرتاب نیزه (progression)                 | 98.48 m (See below) | یان ژلزنی | جمهوری چک           | ۲۵ مهٔ ۱۹۹۶      |                                | ینا، آلمان                                     |               |
| دهگانه (progression)                     | 9039 pts | اشتون ایتون | ایالات متحده آمریکا | ۲۲–۲۳ ژوئن ۲۰۱۲ | United States Olympic Trials   | Eugene, United States                          | [ ۲۱ ]        |
| دهگانه (progression)                     | ۱۰٫۲۱ (+0.4 m/s) (100 m), 8.23 m (+0.8 m/s) (long jump), 14.20 m (shot put), 2.05 m (high jump), 46.70 (400 m) / ۱۳٫۷۰ (-0.8 m/s) (110 m hurdles), 42.81 m (discus), 5.30 m (pole vault), 58.87 m (javelin), 4:14.48 min (1500 m) | |                     |                 |                                |                                                |               |
| 10,000 m walk (track)                    | ۳۷:۵۳٫۰۹ | Francisco Javier Fernández | اسپانیا             | ۲۷ ژوئیهٔ ۲۰۰۸   |                                | سانتا کروس (اسپانیا)، اسپانیا                  |               |
| 10 km walk (road)                        | ۳۷:۱۱ | Roman Rasskazov | Russia              | ۲۸ مهٔ ۲۰۰۰      |                                | سارانسک، روسیه                                 | [ ۲۲ ]        |
| 20,000 m walk (track)                    | ۱:۱۷:۲۵٫۶ | Bernardo Segura | مکزیک               | ۷ مهٔ ۱۹۹۴       |                                | برگن، نروژ                                     |               |
| ۲۰ کیلومتر پیاده‌روی (road) (progression) | ۱:۱۷:۱۶ | Vladimir Kanaykin | روسیه               | ۲۹ سپتامبر ۲۰۰۷ |                                | سارانسک، روسیه                                 |               |
| ۲۰ کیلومتر پیاده‌روی (road) (progression) | ۱:۱۶:۴۳ # | Sergey Morozov | روسیه               | ۸ ژوئن ۲۰۰۸     |                                | سارانسک، روسیه                                 |               |
| 2 hours walk (track)                     | 29,572 m + | Maurizio Damilano | ایتالیا             | ۳ اکتبر ۱۹۹۲    |                                | کونیو، ایتالیا                                 |               |
| 30,000 m walk (track)                    | ۲:۰۱:۴۴٫۱ | Maurizio Damilano | ایتالیا             | ۳ اکتبر ۱۹۹۲    |                                | کونیو، ایتالیا                                 |               |
| 50,000 m walk (track)                    | ۳:۳۵:۲۷٫۲۰ | Yohann Diniz | فرانسه              | ۱۲ مارس ۲۰۱۱    |                                | رنس، فرانسه                                    | [ ۲۵ ]        |
| 50 km walk (road) (progression)          | ۳:۳۴:۱۴ | Denis Nizhegorodov | روسیه               | ۱۱ مهٔ ۲۰۰۸      | World Race Walking Cup         | چاباق‌سر، روسیه                                 |               |
| 4x100 m relay (progression)              | ۳۶٫۸۴ | نستا کارتر Michael Frater یوهان بلیک اوسین بولت | جامائیکا            | ۱۱ اوت ۲۰۱۲     | Olympic Games                  | ورزشگاه المپیک لندن، بریتانیا                  | [ ۲۶ ]        |
| 4x200 m relay                            | ۱:۱۸٫۶۸ | Santa Monica Track Club Michael Marsh لیروی بارل Floyd Heard کارل لوئیس | ایالات متحده آمریکا | ۱۷ آوریل ۱۹۹۴   | Mt. SAC Relays                 | والنات، کالیفرنیا، ایالات متحدهٔ آمریکا         |               |
| 4x400 m relay (progression)              | ۲:۵۴٫۲۹ | Andrew Valmon کوئنسی واتس Butch Reynolds مایکل جانسون (دونده) | ایالات متحده آمریکا | ۲۲ اوت ۱۹۹۳     | مسابقات جهانی دو و میدانی ۱۹۹۳ | اشتوتگارت، آلمان                               | [ ۲۷ ]        |
| 4x800 m relay                            | ۷:۰۲٫۴۳ | Joseph Mutua William Yiampoy Ismael Kombich Wilfred Bungei | کنیا                | ۲۵ اوت ۲۰۰۶     | Memorial Van Damme             | بروکسل، بلژیک                                  |               |
| 4x1500 m relay                           | ۱۴:۳۶٫۲۳ | William Biwott Tanui Gideon Gathimba Geoffrey Kipkoech Rono اوتine Kiprono Choge | کنیا                | ۴ سپتامبر ۲۰۰۹  | Memorial Van Damme             | بروکسل، بلژیک                                  |               |
| 4xmile relay                             | ۱۵:۴۹٫۰۸ | Eamonn Coghlan Ray Flynn Frank O'Mara Marcus O'Sullivan | جمهوری ایرلند       | ۱۷ اوت ۱۹۸۵     |                                | دوبلین، ایرلند                                 | [ ۲۸ ]        |
| Marathon road relay (Ekiden)             | ۱:۵۷:۰۶ | Josephat Ndambiri 13:24 (5 km) Martin Mathathi 27:12 (10 km) Daniel Muchunu Mwangi 13:59 (5 km) Mekubo Mogusu 27:56 (10 km) Onesmus Nyerre 14:36 (5 km) John Kariuki 19:59 (7.195 km) | کنیا                | ۲۳ نوامبر ۲۰۰۵  | Chiba Ekiden                   | چیبا، ژاپن                                     |               |

### آمارها
- Records overview – IAAF
- Official world outdoor records – men – IAAF
- Official world outdoor records – women – IAAF
- Official world indoor records – men – IAAF
- Official world indoor records – women – IAAF
- World Record progression in athletics – athletix.org
- Track and Field all-time performances
- Masters Track & Field World Records

### قوانین
- Competition Rules 2009 – IAAF.org (PDF file, 1.4 MB)